# Cofete
Cofete is een kleine plaats in het westelijke deel van Jandia schiereiland in Fuerteventura.  
Het strand van Cofete is ca 35 km lang.  Het strand wordt omgeven door bergen die soms dicht bij zee komen.  
Het strandzand varieert in kleur van abrikoos-geel tot vaalbruin.

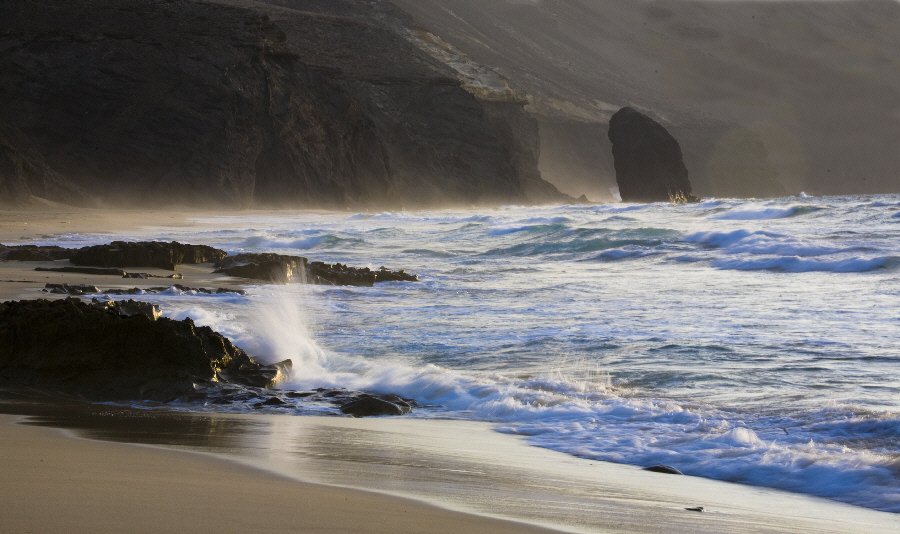
Het strand van Cofete.